# Lamborghini Portofino
De Lamborghini Portofino is een conceptauto, ontworpen in 1987 door Kevin Verduyn van Chrysler. De Portofino is nooit in productie genomen.

## Ontwerp
In 1986 ontwikkelde Kevin Verduyn voor Chrysler de Navajo. De Navajo kwam niet verder dan het kleimodelstadium. In 1987 werd de Navajo echter, met wat kleine aanpassingen, getransformeerd tot de Portofino. De productie van de auto werd uitbesteed aan autobouwer Coggalia uit Turijn. In 1987 werd de Portofino gepresenteerd op de Frankfurt autoshow.
De Portofino was een vierdeurs sportsedan die plek bood aan vier personen. Het chassis (afkomstig van de Lamborghini Jalpa) werd speciaal hiervoor  met 66 cm verlengd. De 3.5 liter V8-motor van de Portofino was dezelfde als die van de Lamborghini Jalpa.
Het interieur bestond uit drie tinten blauw leer met gele accenten.

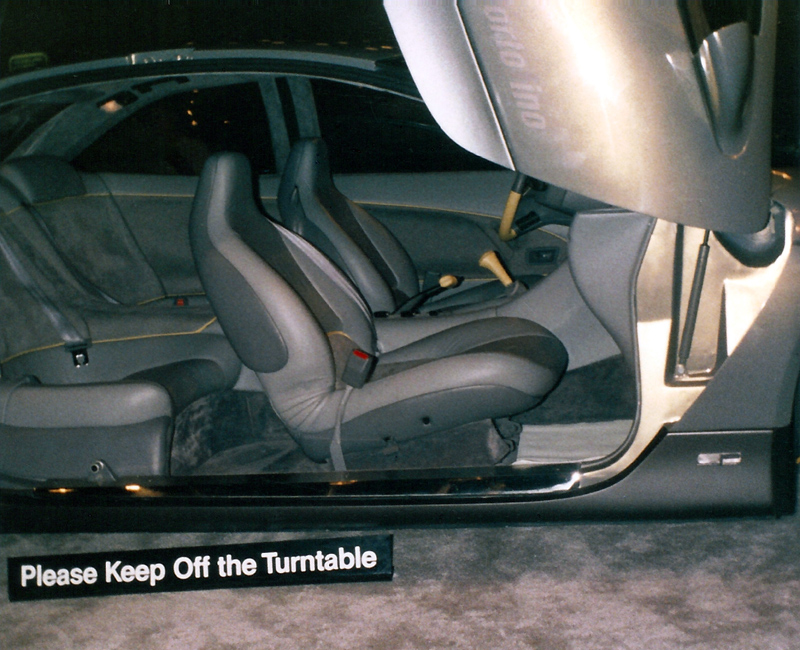
Interieur van de Portofino

## Verticale deuren
De belangrijkste eyecatchers waren de vier verticaal openende deuren. Leuk detail is verder, dat bij het logo van de Portofino de stier van Lamborghini in het Pentastar van Chrysler is geplaatst.

## Technische gegevens
- Topsnelheid: 240 km/h
- Afmetingen (lxhxb): 3,91 x 1,84 x 1,35 m
- Motor: 3.5L V8

## Nooit in productie genomen
De Portofino is nooit in productie genomen, maar delen van het ontwerp zijn terug te vinden in latere Chrysler-modellen zoals de Chrysler Concorde en de Dodge Intrepid.
In 1991 raakte de Portofino zwaar beschadigd bij een ongeluk tijdens een transport. Gezien het historisch belang werd de auto in opdracht van Chrysler geheel gerestaureerd.
Huidige modellen:
Huracán ·
Aventador ·
Urus
Uitvoeringen Lamborghini Gallardo:
Coupé ·
SE ·
Spyder ·
Superleggera ·
LP560-4 ·
LP560-4 Spyder ·
LP550-2 Valentino Balboni ·
LP570-4 Superleggera
Uitvoeringen Lamborghini Murciélago:
Coupé ·
Roadster ·
40th Anniversary ·
LP640 ·
LP640 Roadster ·
LP650-4 Roadster ·
LP670-4 SV ·
Reventón ·
Reventón Roadster
Oudere modellen:
350 GT · 
400 GT · 
Miura · 
Espada · 
Flying Star II · 
Islero · 
Jarama · 
Urraco · 
Countach · 
Silhouette · 
Jalpa · 
LM002 · 
Diablo · 
Murciélago ·
Gallardo
Concepten:
Alar ·
Asterion ·
Athon ·
Estoque ·
Sesto Elemento ·
Portofino